# École de Cologne (peinture)

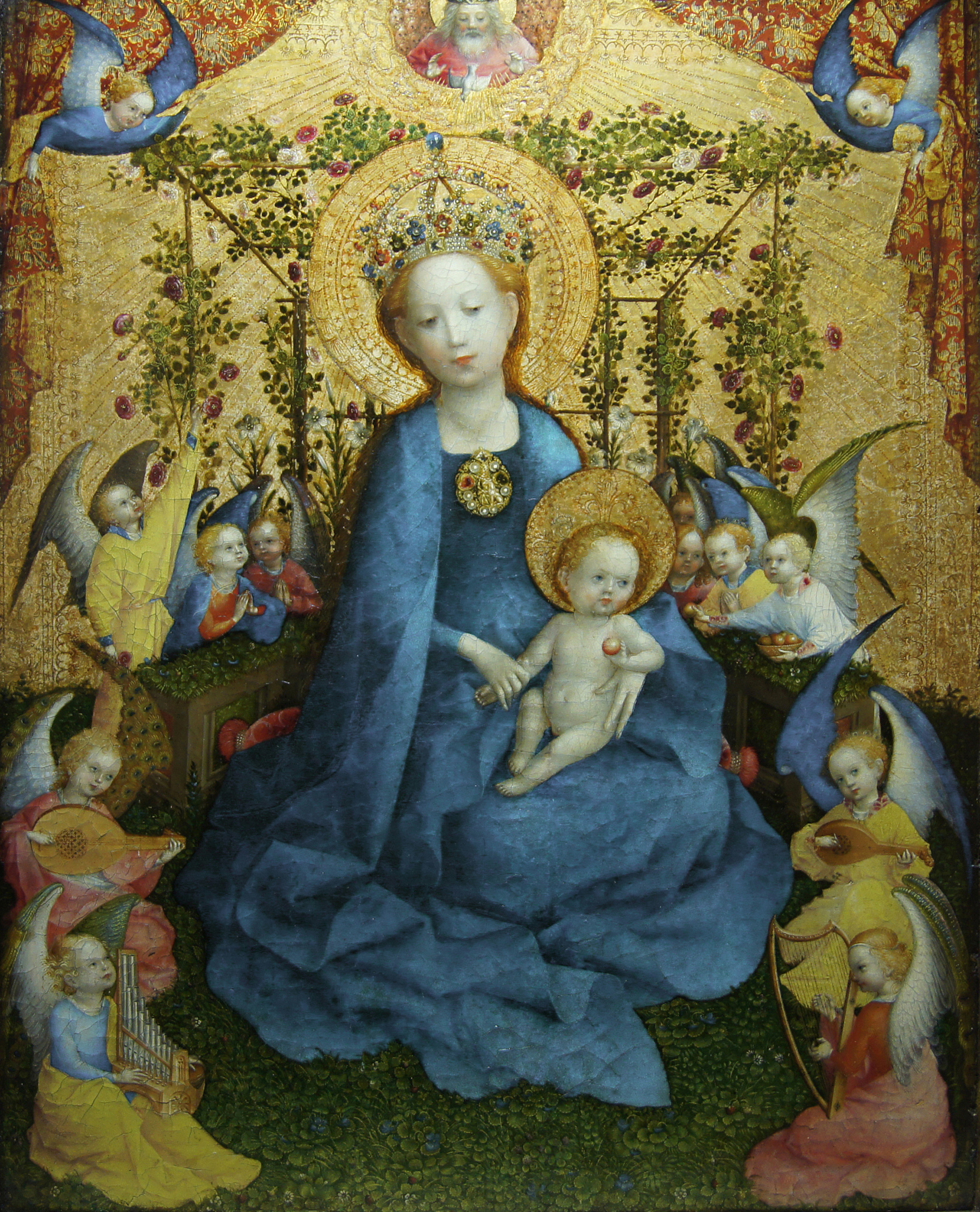
Stefan Lochner, La Madone au buisson de roses, vers 1440–1442.

L'École de Cologne, plus précisément l'École de peinture de Cologne (en allemand « Kölner Malerschule ») désigne plusieurs générations d'artistes (peintres, orfèvres, maîtres verriers) actifs de 1300 à 1550 environ et dont les représentants travaillaient à Cologne ou dans ses environs. Les générations successives de maîtres et élèves ont développé un style propre de peinture gothique du Moyen Âge qui laisse reconnaître, par la similitude de leur style, une influence réciproque importante ; c'est pourquoi, en histoire de l'art, on les regroupe sous ce nom. Le plus illustre peintre de cette école est Stefan Lochner.

## Le contexte
Cologne a été, dès le Moyen Âge, une des villes les plus riches d'Allemagne, réputée pour le nombre et le luxe de ses églises, et une des villes les plus peuplées et économiquement les plus puissantes de la Basse-Allemagne. Les notables, le clergé, l’aristocratie, les riches bourgeois étaient commanditaires de peintures pieuses, propres au style de l’époque. Comme dans d'autres villes riches, ils font appel à des artistes qui développent des styles spécifiques répondant à la demande. Le clergé également est puissant, des dizaines d'églises, de chapitres, 36 monastères, de plus des chapelles et des couvents. Les théologiens comme Maître Eckhart, Jean Tauler, Henri Suso contribuèrent à y créer un climat de mystique rhénane qui trouve son écho dans une école de peinture particulière.

## Les périodes du style

### Les débuts

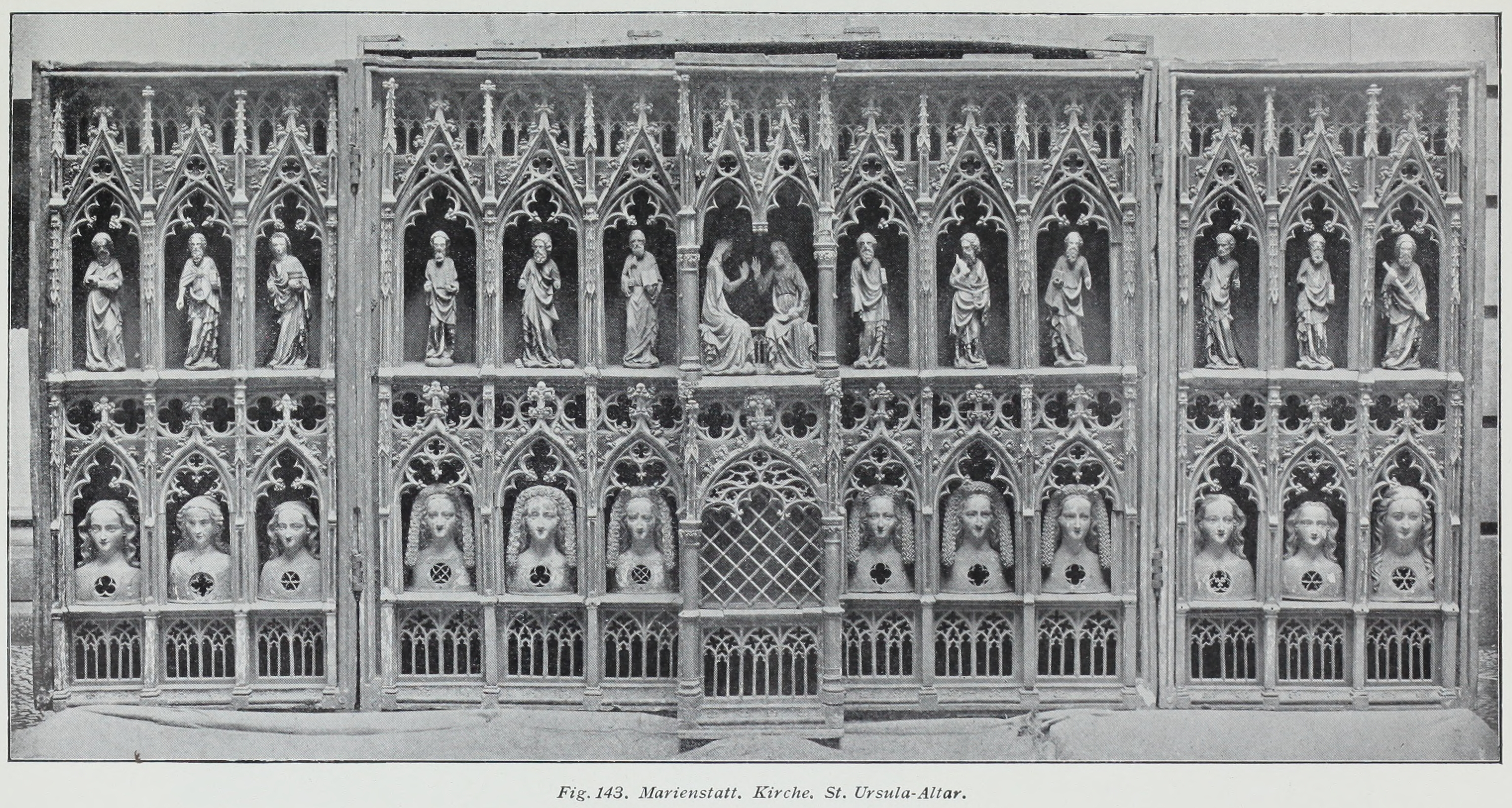
Retable de sainte Ursule, Marienstatt.

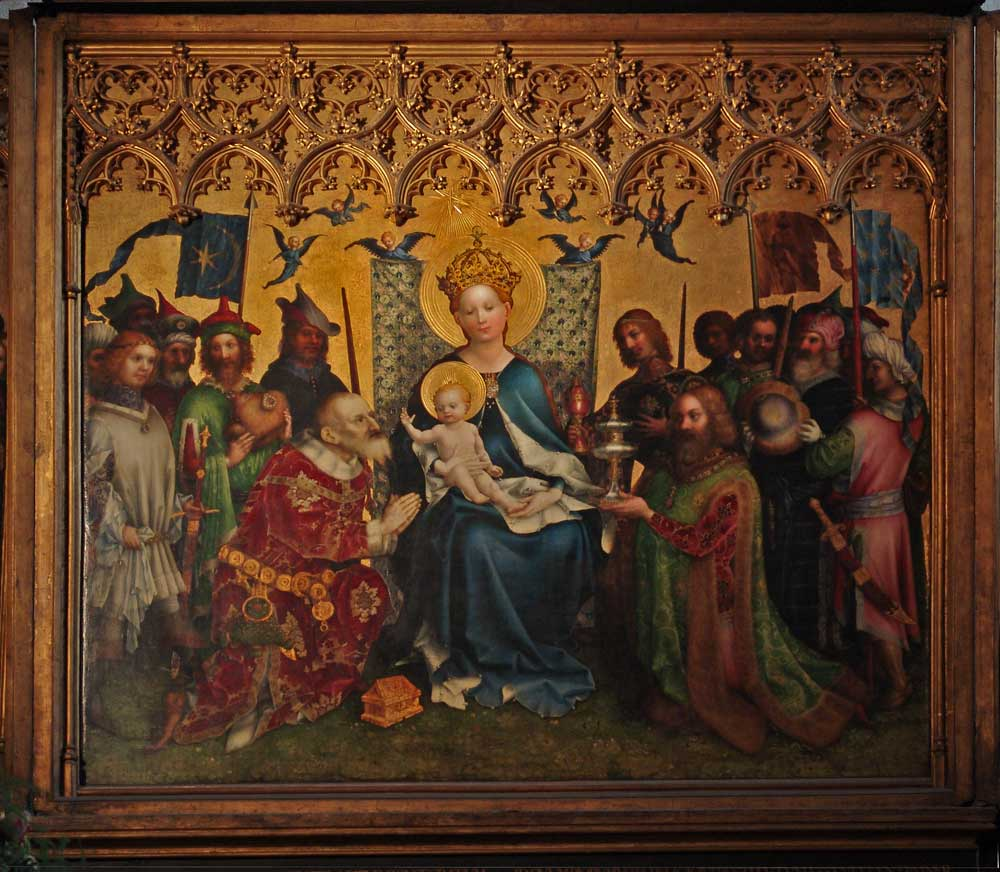
Stefan Lochner, Retable des patrons de la ville de Cologne (partie centrale), vers 1450

En 1299, Johannes von Valkenburg, du monastère franciscain des frères mineurs conventuels de Cologne, écrit et illustre deux graduels contenant de nombreuses initiales historiées, dans un style rappelant le style mosan et les enluminures parisiennes de la deuxième moitié du XIIIe siècle.
Vers 1300 apparaissent des petits retables, parfois des diptyques de dévotion portables. Ils sont, dans leur style, influencé par la peinture miniature française.
Le premier représentant éclatant est le retable des Clarisses (« Klaren-Altar ») de 1350-1360, toujours dans la Cathédrale de Cologne. Là également, les formes des personnages sont empruntés du gothique international. Deux autres retables similaires sont le retable de sainte Ursule, dans l'abbaye cistercienne de abbaye cistercienne de Marienstatt (de), daté également de 1350 environ,
et le retable d'or (« Goldaltar ») de l'église Notre-Dame de Oberwesel ; l'église a été consacrée en 1333, le retable n'était peut-être pas encore achevé à cette date.
Le peintre Wilhelm von Köln (actif 1358-1372) est un peintre amplement attesté, mais à qui on ne peut attribuer aucune œuvre avec certitude. Il est identifié avec Wilhelm von Herle.

### La période culminante

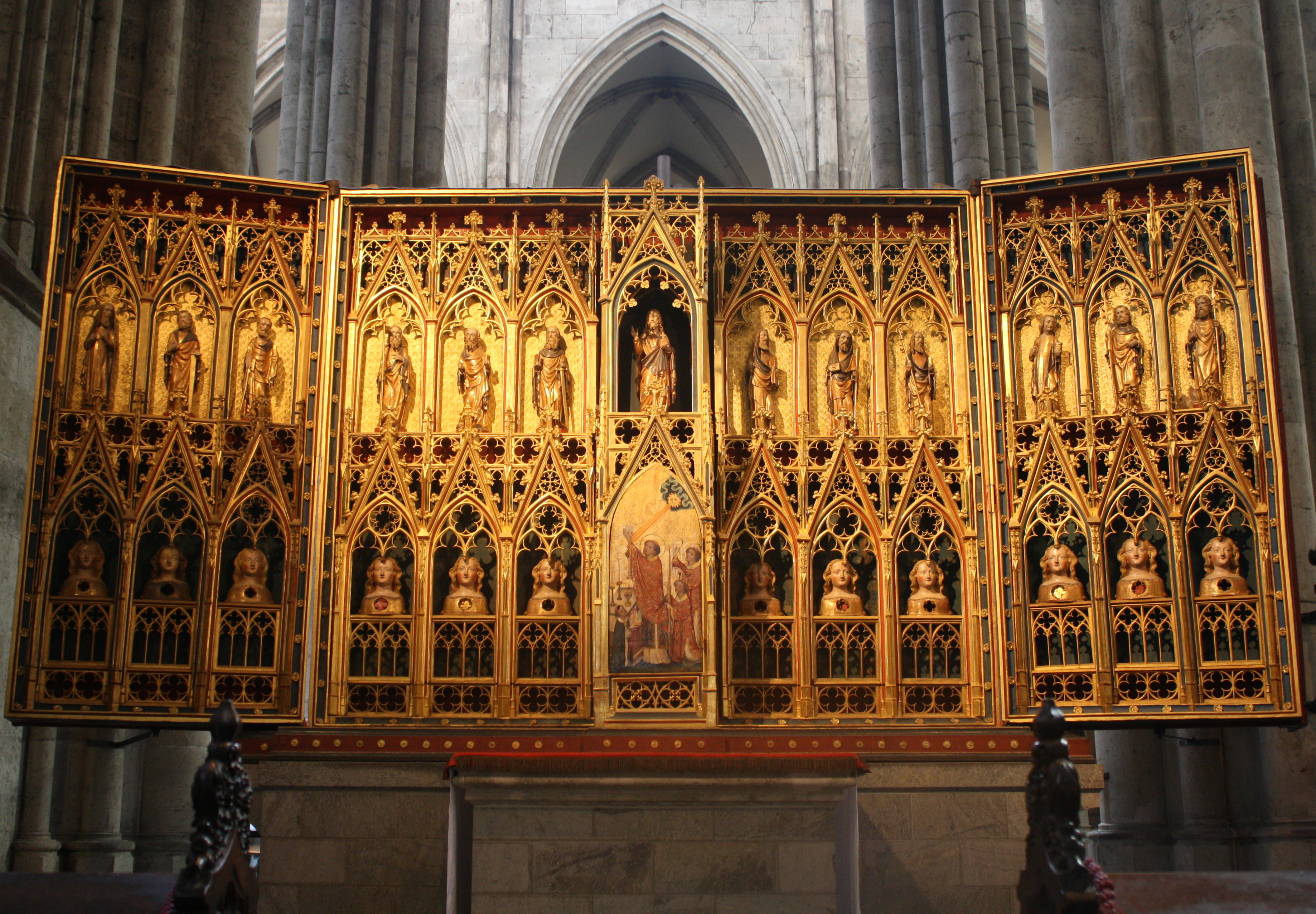
Retable des Clarisses, 1360.

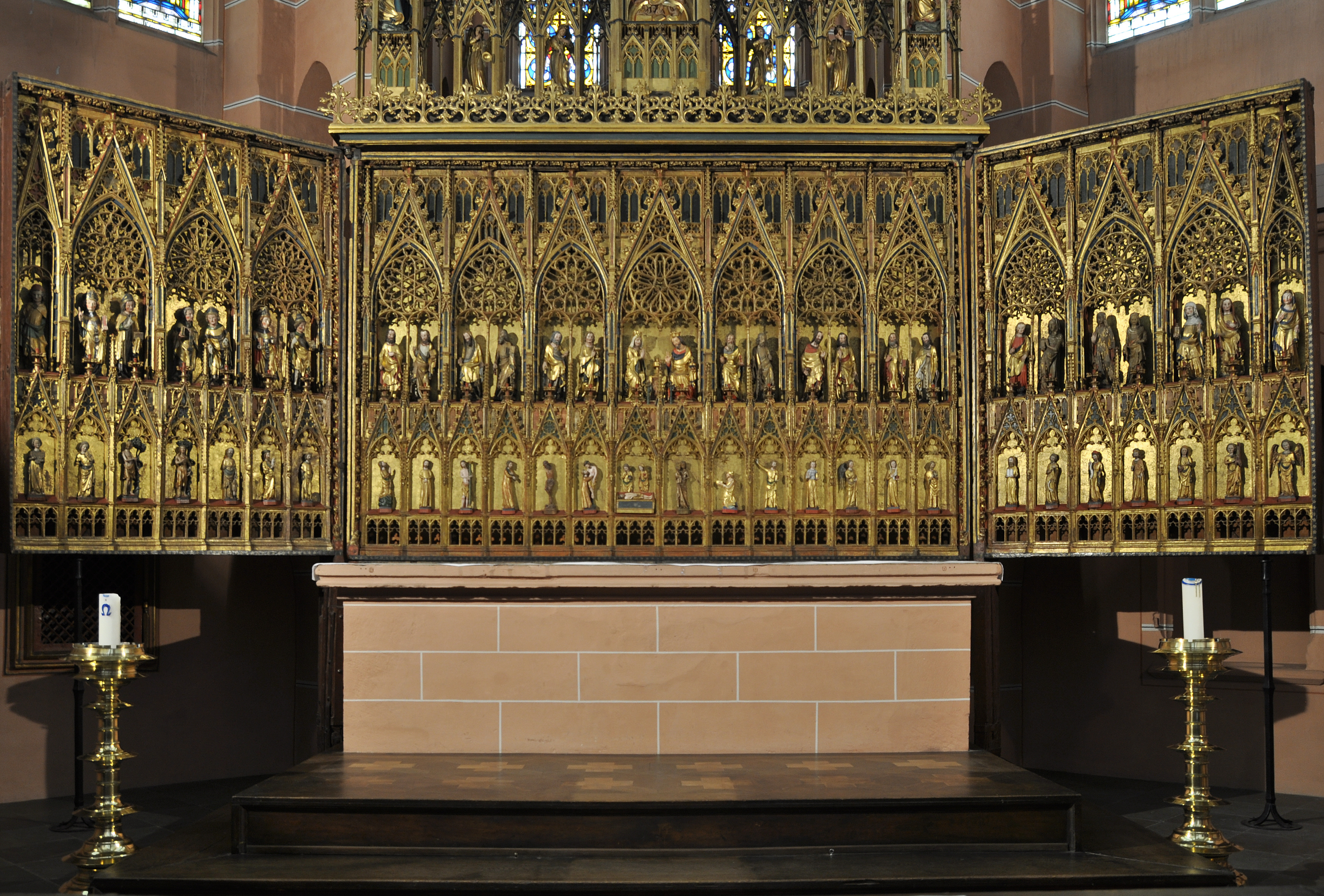
Retable d'or, Oberwesel.

Le style colonais s'affirme avec le Maître de la Véronique (actif 1395-1415) et d'autres artistes connus par leur nom de convention comme Maître du Retable Pallant (retable daté de 1429), Maître de la Petite Passion (actif 1400-1420), le Maître du Calvaire Wasservass (actif 1415-1435), le Maître de Saint-Laurent (actif 1415-1430) et
le Maître de la Sainte Parenté l'Ancien (actif 1410-1440). L'influence de l'atelier du Maître de la Véronique est considérable, durable, et s'étend jusqu'en Westphalie et en Basse-Saxe. Les couleurs sont claires, le modelé est à peine indiqué, les personnages sont tendres et aimants. Ces caractéristiques se retrouvent dans les œuvres de ces artistes, à l'exception du Maître du Calvaire Wasservass qui cultive un style singulier.
Le représentant le plus important de cette période et de toute l'École est Stefan Lochner, actif entre 1435 et 1450. Son retable des patrons de la ville (« Altar der Stadtpatrone ») est considéré comme le chef-d'œuvre de l'École de Cologne.
Tout en continuant dans le style précédent, il apporte des variations : les vierges sont plus matérielles, et moins ingénues que celles du Maître de Sainte Véronique, mais elles restent recueillies et douces.

### L'influence flamande
L'influence de l'art flamand, représenté par exemple par Rogier van der Weyden, introduit une troisième période florissante de création qui prend fin avec les deux Barthel Bruyn le Vieux et Barthel Bruyn le Jeune, qui appartiennent à la Renaissance. Nicole Reynaud distingue dans ce groupe de « Primitifs de l'École de Cologne » trois courants qu'elle appelle respectivement « La tentation flamande » et dans lequel elle range le Maître de la Légende de saint Georges (actif 1460-1490), le Maître de la Vie de Marie (actif 1460-1490), le Maître de la Passion de Lyversberg (retable daté de 1464 ou 1466) et, même s'il est un peu plus tardif, le Maître de la Légende de saint Bruno et auquel il faut ajouter Maître de la Glorification de Marie (actif 1460-1470/80 ou 1493), puis « Les derniers gothiques » que sont le Maître du Retable de saint Barthélemy (actif 1475-1510), le Maître de la Sainte Parenté le Jeune (actif 1475-1515) et le Maître de Saint-Germain-des-Prés, et enfin « L'annonce de la Renaissance » avec le Maître de la Légende de sainte Ursule (actif 1489/90-1410/15), le Maître du Retable d'Aix-la-Chapelle (actif 1480-1520) et le Maître de Saint-Séverin (actif 1480-1520). Les deux Barthel Bruyn sont classés dans la « Renaissance colonaise ».

## Le devenir des œuvres
Avec la sécularisation en 1802, un grand nombre de biens artistiques du Moyen-Âge sont devenus publics, et ont très rapidement soulevé l’intérêt de collectionneurs avertis. Parmi eux figurent le baron von Hüpsch qui a fait don de sa collection à ce qui est aujourd'hui le Hessisches Landesmuseum, les frères Sulpiz et Melchior Boisserée dont la collection de 216 tableaux rachetée par le roi Louis Ier de Bavière en 1827 se trouve maintenant principalement à la Alte Pinakothek de Munich, et Ferdinand Franz Wallraf qui a fait don, en 1824, de sa collection de 1616 tableaux de toutes les époques et de toutes les régions à la ville de Cologne, œuvres qui se trouvent au Wallraf-Richartz Museum. C'est grâce à ces trois collectionneurs que les œuvres de l'École de Cologne provenant d'institutions religieuses se trouvent rassemblées pour l'essentiel dans ces trois musées. D'autres collectionneurs ont contribué à enrichir ultérieurement ces collections, complétées, en ce qui concerne le musée de Cologne, par quelques prêts permanents et achats.

## Artistes rattachés à l'École de Cologne
Le concept d'École de Cologne a vu le jour à la fin du XIXe siècle, mais déjà Johann Jakob Merlo, en 1850-1852, parle de « altkölnischen Malerschule ». On range dans ce groupe les
artistes suivants. À l'exception de Maître Guillaume (« Meister Wilhelm ») et de Stephan Lochner, les artistes ne sont pas connus par leur nom. Ils sont, en histoire de l'art, désignés par leur nom de convention déduit en général de leur œuvre la plus frappante. Une centaine de peintres figurent dans les registres des archives historiques de la ville de Cologne mais comme, à l'époque, on ne signait pas ses tableaux, la correspondance entre les artistes et leurs œuvres reste souvent impossible.
Avant Lochner
- Wilhelm von Köln ou Meister Wilhelm ou Maître Wilhelm (actif 1358-1372)
- Maître de la Véronique (actif 1395-1415)
- Maître du Retable Pallant (retable daté de 1429)
- Maître de la Petite Passion (actif 1400-1420)
- Maître du Calvaire Wasservass (actif 1415-1435)
- Maître de Saint-Laurent (actif 1415-1430)
- Maître de la Sainte Parenté l'Ancien (actif 1410-1440)

Avec Lochner
- Stefan Lochner (actif 1435-1451)
- Maître du Retable de Heisterbach (le retable daté de 1445-1450)

Après Lochner
- Maître de la Légende de saint Georges (actif 1460-1490)
- Maître de la Légende de saint Bruno
- Maître de la Vie de Marie (actif 1460-1490)
- Maître de la Glorification de Marie (actif 1460-1470/80 ou 1493)
- Maître de la Passion de Lyversberg (retable daté de 1464 ou 1466) peut-être le même que le Maître des Douze Apôtres
- Maître du Diptyque de Bonn
- Maître du Retable de saint Barthélemy (actif 1475-1510)
- Maître de la Sainte Parenté le Jeune (actif 1475-1515)
- Maître de Saint-Germain-des-Prés (actif autour de 1500 en France)

Derniers représentants
- Maître de la Légende de sainte Ursule (actif 1489/90-1510/15)
- Maître du Retable d'Aix-la-Chapelle (actif 1480-1520)
- Maître de Saint-Séverin (actif 1480-1520)[9]
- Bartholomaeus Bruyn le Vieux (1493-1555)

## Le quartier des peintres à Cologne
Les peintres travaillaient à Cologne principalement autour de la Schildergasse, un quartier où opéraient également des peintres d'enseigne (« Schildermaler » en allemand). Stefan Lochner qui avait acquis de l’aisance et de la renommée, habitait ailleurs. Les orfèvres également avaient un quartier à eux : la Untere Goldschmiedgasse concentrait la plupart d'entre eux.